# Room on the 3rd Floor (singolo)
Room on the 3rd Floor è un singolo del gruppo musicale britannico McFly, pubblicato nel 2004 ed estratto dal loro primo album in studio, l'omonimo Room on the 3rd Floor.

## Tracce
- CD 1 (UK)

1. Room on the 3rd Floor - 3:16
2. Crazy Little Thing Called Love - 2:27

- CD 2 (UK)

1. Room on the 3rd Floor - 3:16
2. Five Colours in Her Hair (Live) - 3:15
3. Deck the Halls - 2:23
4. Room on the 3rd Floor (Live) - 3:37
5. Room on the 3rd Floor (Video) - 3:22

## Formazione
- Tom Fletcher – voce, chitarra, piano, ukulele, cori
- Danny Jones – voce, chitarra, armonica, cori
- Dougie Poynter – basso, cori, voce
- Harry Judd – batteria, percussioni